# 番社庄
番社庄，為1920年~1945年間存在之行政區，轄屬臺南州新營郡。今臺南市東山區。

## 街原名
原屬
- 哆囉嘓西堡之番社街、許秀才庄、田尾庄、頂窩庄、吉貝耍庄
- 哆囉嘓東下堡之大客庄、番仔嶺庄、二重溪庄
- 哆囉嘓東頂堡之前大埔庄、牛肉崎、下南勢、崎仔頭[1]

1920年前隸屬於嘉義廳店子口支廳，分屬
- 番社區  管轄哆囉嘓西堡內之番社街（哆囉嘓街）、許秀才庄、田尾庄、頂窩庄、吉貝耍庄；哆囉嘓東下堡之大客庄、番仔嶺庄
- 前大埔區  管轄哆囉嘓東下堡內之二重溪庄（原屬番社區1915年改隸前大埔區）；哆囉嘓東頂堡內之前大埔庄、牛肉崎庄、下南勢庄、崎仔頭庄

## 行政區劃
番社庄轄域內分為番社、許秀才、田尾、頂窩、吉貝耍、大客、番子嶺、二重溪、前大埔、牛肉崎、下南勢、崎子頭十二個大字。
大客大字下有「大庄」、「科理」、「枋子林」小字名